# Back to Now (Skye Edwards)
Back to Now è un album della cantante britannica Skye Edwards, pubblicato nel 2012. È il suo terzo album come solista.

## Tracce
1. Troubled Heart – 5:13
2. Sign of Life – 3:58
3. Featherlight – 4:45
4. Nowhere – 3:17
5. Little Bit Lost – 3:52
6. We Fall Down – 4:09
7. Every Little Lie – 3:31
8. High Life – 3:45
9. Dissolve – 3:52
10. Bright Light – 5:10